# Osni Lopes
Osni Lopes (Osasco, 13 de julho de 1952), é um ex-futebolista brasileiro que atuava como atacante.
Ele é um dos principais nomes da história do futebol baiano. Foi ídolo nas décadas de 1970 e 1980, atuando com a camisa dos dois maiores clubes do estado (Bahia e Vitória), quando somou um total de cinco títulos estaduais pelos dois clubes, além de ter sido, também por cinco vezes, artilheiro do Campeonato Baiano. Encerrou sua carreira em 1985.

## Carreira
Osni começou a carreira no Cobrasma, time amador de Osasco. Passou pela base do Corinthians e chegou ao Santos, em 1968, no juvenil.
Foi emprestado ao Madureira em fevereiro de 1970 e ao Olaria no ano seguinte, permanecendo no alvinegro até o fim de 1971, quando foi emprestado ao Vitória e vendido no ano seguinte.
No Rubro-negro Baiano virou ídolo, jogando lá até 1976. Fez parte do elenco da histórica conquista do Baianão de 1972, que viria a ser o único título estadual conquistado pelo Leão na década de 1970. Foi artilheiro do Campeonato Baiano por três anos consecutivos.
Era famoso também pelas cenas que protagonizava no alto dos seus 1,56 metros de altura dentro de campo. A mais notável, sem dúvidas, foi ainda no Campeonato Baiano de 1972, quando o Vitória enfrentava seu maior rival, o Bahia, no estádio da Fonte Nova. O baixinho deixou Romero, zagueiro do tricolor, no chão após driblá-lo, sentou sobre a bola e chamou outros jogadores do adversário para virem tentar marcá-lo. A façanha resultou numa grande briga dentro de campo, envolvendo quase todos os jogadores de ambos os times.
Depois de dois prêmios Bola de Prata e de convocações para a Seleção Brasileira, em 1977 foi para outro rubro-negro, dessa vez o Flamengo. Jogou apenas um ano e poucos meses no time carioca, onde fez 16 gols em 60 jogos.
De lá foi para o Bahia, em 1978, contratado por 1,5 milhão de cruzeiros, na época a maior transação do futebol baiano, onde também foi ídolo, por marcar vários gols, inclusive contra o Vitória, seu antigo clube. Era também famoso por marcar muitos gols de cabeça, mesmo sendo baixinho. Teve mais duas passagens pelo Tricolor de Aço para se consagrar, sendo a segunda em 1980 e a terceira, mais longa, em 1982, ficando até 1984, quando foi tricampeão baiano. Ele é o 5º maior artilheiro da história do Tricolor, com 138 gols marcados. Entre essas temporadas pelo time de Salvador, Osni jogou ainda no Maranhão, em 1979, e no Santa Cruz, em 1981.
Encerrou sua carreira no Leônico, tradicional clube baiano, no ano de 1985.

## Títulos
Vitória
- Campeonato Baiano: 1972

Flamengo
- Troféu Plínio Reis de Catanhede Almeida: 1977
- Troféu Antônio Valmir Campelo Bezerra: 1977

Bahia
- Campeonato Baiano: 1981, 1982, 1983 e 1984

### Prêmios Individuais
- Bola de Prata: 1972 e 1974

### Artilharias
- Torneio Heleno Nunes: 1984
- Campeonato Baiano: 1974, 1975, 1976, 1983 e 1984